# Apostolicae curae
Apostolicae curae es el título de una Carta apostólica, emitida en 1896 por el Papa León XIII, en la que declaraba que todas las ordenaciones anglicanas eran "absolutamente nulas". La Comunión Anglicana no dio ninguna respuesta oficial, pero los arzobispos de Canterbury y York de la Iglesia de Inglaterra publicaron una respuesta conocida por su título en latín Saepius officio en 1897.
León XIII consideró las ordenaciones anglicanas inválidas porque encontró las Ordinales eduardinas anglicanas deficientes en intención y forma. Declaró que los ritos expresaban la intención de crear un sacerdocio diferente del sacerdocio sacrificial de la Iglesia católica y de reducir la ordenación a una mera institución eclesiástica en lugar de una concesión sacramental de la gracia real por la acción misma, invalidando así cualquier orden sagrado sacramental. Planteó una objeción similar al rito anglicano para la consagración de obispos, descartando así todo el tema de la sucesión apostólica de los sacerdotes y obispos anglicanos a partir de obispos válidamente ordenados en el siglo XVI.
La opinión de muchos obispos y defensores anglicanos era que las referencias requeridas al sacerdocio sacrificial en el corazón del argumento romano nunca existieron en muchas de las liturgias de ordenación de los antiguos ritos latinos, o en ciertas Iglesias católicas orientales, liturgias de ordenación que la Iglesia Católica consideraba válidas. Desde el punto de vista católico, las diferencias entre estos ritos son una cuestión de tradición o costumbre, y no indican ninguna intención de excluir un sacerdocio sacrificante.

## Contexto
León XIII creó una comisión para examinar la validez de las órdenes anglicanas tras recibir una petición en este sentido de Fernand Portal, católico y antiguo misionero, y de Charles Wood, 2º vizconde Halifax, anglicano. Tras el establecimiento de la Iglesia de Inglaterra al margen de la autoridad papal, la Iglesia católica no reconoció las consagraciones de obispos por parte de un prelado que aceptaba la supremacía del monarca inglés y cuyos nombramientos carecían de confirmación papal. Varios siglos más tarde, algunos esperaban que una revisión a la luz de una comprensión contemporánea de la gracia que se había desarrollado en la teología sacramental apoyaría una evaluación diferente. La comisión de León estaba dividida a partes iguales entre dos puntos de vista opuestos, y León se apoyó en su teólogo personal, el cardenal Raffaele Pierotti, que tenía el título de Maestro del Palacio Apostólico, el papel que ahora se llama Teólogo de la Casa Pontificia. Pierotti mantenía una postura negativa sobre la validez de las órdenes anglicanas y creía que la reafirmación de su invalidez daría lugar a muchos conversos al catolicismo.

## Afirmación del defecto de los ritos de ordenación anglicanos

### Orígenes
.

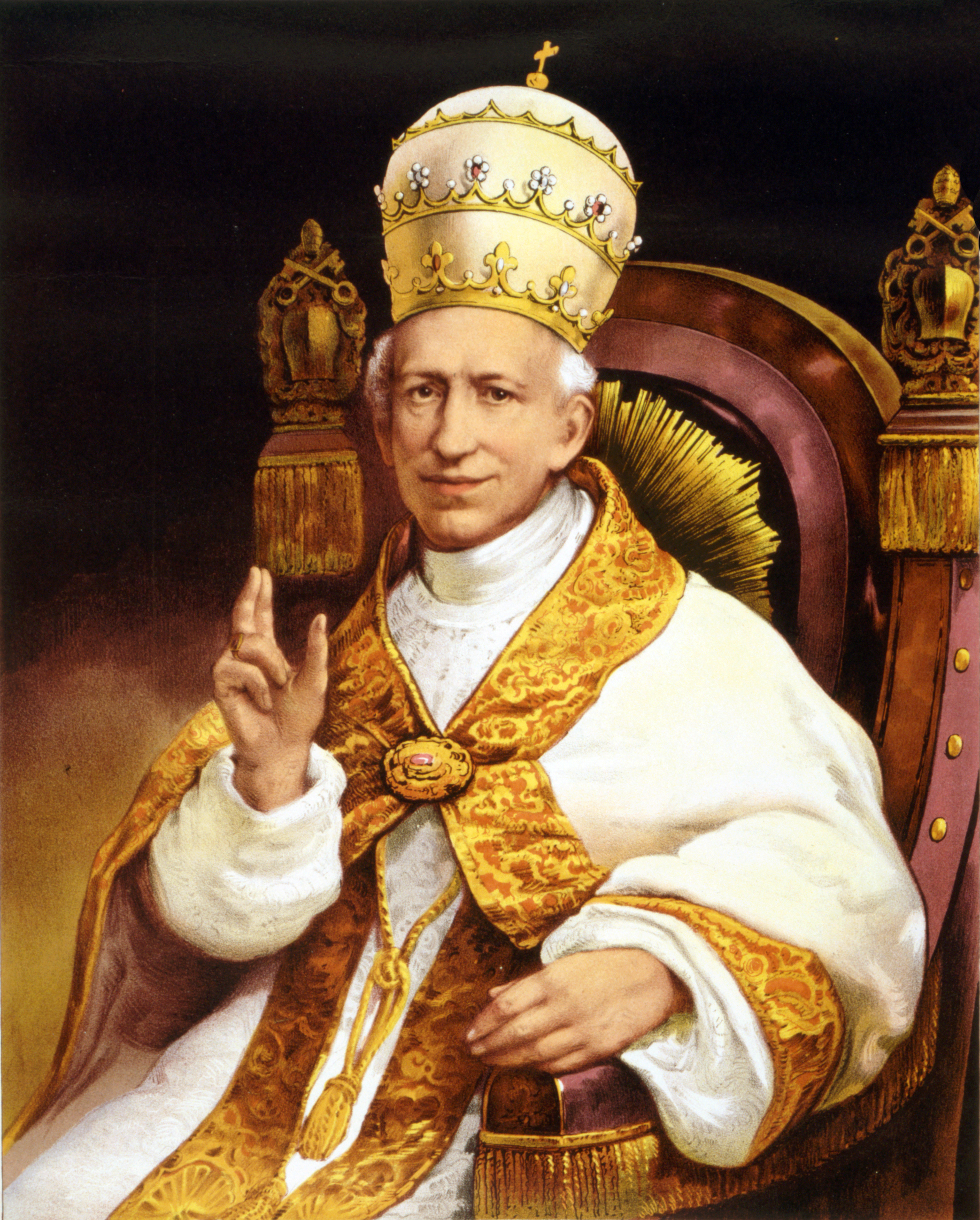
La bula del Papa León XIII declaró todas las órdenes anglicanas "absolutamente nulas y sin valor"

Antes de Apostolicae curae, ya se habían dado decisiones por parte de la Roma de que el ministerio anglicano u órdenaciones anglicanas eran inválidas. Las prácticas de la Iglesia católica habían supuesto su invalidez. Siempre que antiguos sacerdotes anglicanos deseaban ser sacerdotes en la Iglesia católica eran incondicionalmente ordenados. A medida que avanzaba el Movimiento de Oxford, varios miembros del clero y laicos de la Iglesia de Inglaterra argumentaron que la práctica de la Iglesia católica de ordenar incondicionalmente a los clérigos conversos del anglicanismo surgía de una falta de investigación sobre la validez de las órdenes anglicanas y de suposiciones erróneas que, a la luz de ciertas investigaciones históricas, ya no podían afirmarse.
Aquellos que estaban interesados en una reunión corporativa del Roma y el Canterbury pensaron que, como condición para dicha reunión, las órdenes anglicanas podrían ser aceptadas como válidas por la Iglesia católica. Algunos escritores católicos pensaron que al menos había lugar para la duda y se unieron a ellos en la búsqueda de una nueva investigación sobre la cuestión y un juicio autorizado del Papa León XIII, quien permitió que se volviera a examinar la cuestión. Encargó a varios hombres, cuyas opiniones sobre el asunto eran conocidas por ser divergentes, que expusieran por escrito los motivos de su juicio. Los convocó a Roma y les ordenó que intercambiaran sus escritos.  El Papa puso a su disposición todos los documentos disponibles y les ordenó que siguieran investigando y discutiendo el asunto. Así preparados, les ordenó que se reunieran en sesiones especiales bajo la presidencia de un cardenal nombrado por él. Se celebraron doce sesiones en las que "todos fueron invitados a debatir libremente". Luego ordenó que las actas de esas sesiones, junto con todos los documentos, se sometieran a un concilio de cardenales, "para que cuando todos hubieran estudiado todo el asunto y discutido en Nuestra presencia, cada uno pudiera dar su opinión". El resultado final fue la bula papal Apostolicae curae, en la que se declaraban inválidas las órdenes anglicanas. La bula fue emitida en septiembre de 1896 y declaraba las órdenes anglicanas "absolutamente nulas y de nulidad absoluta": "ordinationes ritu anglicano actas irritas prorsus fuisse et esse, omninoque nullas." La bula explicaba extensamente que la decisión se basaba en motivos extrínsecos e intrínsecos.

### Motivos extrínsecos
Se decía que los motivos extrínsecos estaban en el hecho de la aprobación implícita de la Santa Sede dada a la práctica constante de Sacramento condicional de antiguos sacerdotes anglicanos que deseaban ser sacerdotes en la Iglesia católica y, también, en las declaraciones explícitas de la Santa Sede sobre la invalidez de las órdenes anglicanas en cada ocasión en que se daba su decisión. Según las enseñanzas de la Iglesia Católica, intentar conferir órdenes por segunda vez a la misma persona sería un sacrilegio. Roma, al permitir a sabiendas la práctica de ordenar a antiguos sacerdotes anglicanos, suponía que sus órdenes eran inválidas. La bula señala que las órdenes recibidas en la Iglesia de Inglaterra, según el cambio introducido en el ritual bajo Rey Eduardo VI, eran consideradas inválidas por la Iglesia Católica. Esto no se debía a una costumbre crecida gradualmente, sino desde la fecha de ese cambio en el ritual.
Cuando se produjo la reconciliación de la Iglesia de Inglaterra con la Santa Sede en el reinado de Reina María I y Rey Felipe, el papa Julio III envió al cardenal Reginald Pole como legado a Inglaterra con poderes para atender el caso. Esos poderes "ciertamente no estaban destinados a tratar un estado abstracto de cosas, sino una cuestión específica y concreta". Estaban dirigidos a proveer las órdenes sagradas en Inglaterra "como la reconocida condición de las circunstancias y los tiempos lo demandaban". Los poderes otorgados a Pole el 8 de marzo de 1554 distinguían dos clases de sacerdotes:

la primera, los que realmente habían recibido las órdenes sagradas, bien antes de la secesión de Enrique VIII, bien, si fue después y por ministros infectados por el error y el cisma, todavía según el acostumbrado rito católico; la segunda, los que fueron iniciados según el Ordinal eduardino, que por ello podían ser promovidos, ya que habían recibido una ordenación que era nula

.
La mente de Julio III se desprende también de la carta fechada el 29 de enero de 1555 por la que Pole delegaba sus poderes en el Obispo de Norwich. En el mismo sentido iba una bula expedida por el papa Pablo IV el 20 de junio de 1555 y un breve fechado el 30 de octubre de 1555. Apostolicae curae también cita a John Clement Gordon que había recibido órdenes según el ritual eduardino. El papa Clemente XI emitió un decreto el 17 de abril de 1704 para que fuera ordenado incondicionalmente y fundamentó su decisión en el "defecto de forma e intención".

### Motivos intrínsecos
La razón intrínseca por la cual las órdenes anglicanas fueron declaradas inválidas por la bula, fue el "defecto de forma e intención". Establecía que "los Sacramentos de la Nueva Ley, como signos sensibles y eficaces de la gracia invisible, deben significar la gracia que efectúan, y efectuar la gracia que significan". El rito usado en la administración de un sacramento debe estar dirigido al significado de ese sacramento, o de lo contrario no habría razón para que el rito usado en un sacramento no pudiera efectuar otro. Lo que tiene efecto en un sacramento es la intención de administrar ese sacramento y el rito usado de acuerdo con esa intención. La bula tomó nota del hecho de que en 1662 el formulario introducido en el ordinal eduardino de 1552 había añadido las palabras: "para el oficio y trabajo de un sacerdote". Pero observó que esto demostraba que los propios anglicanos percibían que la primera forma era defectuosa e inadecuada. Roma consideró que aunque esta adición pudiera dar a la forma su debido significado, se introdujo demasiado tarde. Ya había transcurrido un siglo desde la adopción del ordinal eduardino y, como la jerarquía se había extinguido, no quedaba ningún poder de ordenación.
Lo mismo ocurría con la consagración episcopal. Se pensaba que el episcopado constituía el sacerdocio en su más alto grado. Se llegó a la conclusión de que el verdadero sacerdocio estaba totalmente eliminado del rito anglicano y el sacerdocio no se confería en modo alguno verdadera y válidamente en la consagración episcopal del mismo rito. Por la misma razón, el episcopado no fue de ninguna manera conferido verdadera y válidamente por ella y esto tanto más cuanto que entre los primeros deberes del episcopado está el de ordenar ministros para la Sagrada Eucaristía.
El Papa continuó afirmando que el ordinal anglicano había incluido lo que él consideraba errores de la Reforma inglesa. No podía ser utilizado para conferir órdenes válidas, ni podía ser purgado más tarde de este defecto original, principalmente porque él sentía que las palabras usadas en él tenían un significado enteramente diferente de lo que se requeriría para conferir el sacramento. El Papa consideró que no sólo faltaba la forma adecuada para el sacramento en el ordinal anglicano, sino que también faltaba la intención. Concluyó explicando el cuidado y la prudencia con que la Santa Sede ha examinado este asunto. Afirmó que quienes lo examinaron con él estaban de acuerdo en que la cuestión ya había sido resuelta, pero que podría ser reconsiderada y decidida a la luz de las últimas controversias sobre la cuestión. A continuación, declaró que las ordenaciones realizadas con el rito anglicano eran "nulas e inválidas", e imploró a los que no eran católicos y querían órdenes que volvieran al único redil de Cristo, donde encontrarían las verdaderas ayudas para la salvación. También invitó a aquellos que eran ministros de la religión en sus diversas congregaciones a reconciliarse con la Iglesia católica, asegurándoles su simpatía en sus luchas espirituales. La bula concluye con la habitual declaración de la autoridad de una carta apostólica.

## Respuestas anglicanas
No se promulgó ninguna respuesta oficial por parte de la Iglesia de Inglaterra ni de ninguna otra iglesia anglicana. En la Conferencia de Lambeth de 1897 un informe del subcomité hizo referencia a "un examen de la posición de la Iglesia de Inglaterra" por parte del Papa, pero se negaron a presentar ninguna resolución relativa a "la comunión latina".

## Reafirmación de la Santa Sede
En 1998, la Congregación para la Doctrina de la Fe publicó un comentario doctrinal para acompañar a la carta apostólica del Papa Juan Pablo II, Ad tuendam fidem, que establecía la fórmula de la profesión de fe que debían hacer quienes asumieran ciertos cargos en la Iglesia. El comentario de la congregación enumeraba la declaración de León XIII en Apostolicae curae sobre la invalidez de las ordenaciones anglicanas como ejemplo de "aquellas verdades unidas a la revelación por necesidad histórica y que deben sostenerse definitivamente, pero que no pueden declararse como divinamente reveladas". Cualquiera que niegue tales verdades "estaría en posición de rechazar una verdad de la doctrina católica y, por tanto, ya no estaría en plena comunión con la Iglesia católica".
La autoridad permanente de Apostolicae curae fue afirmada en el ensayo "El significado de la Constitución Apostólica Anglicanorum Coetibus'" de Gianfranco Ghirlanda, rector de la Pontificia Universidad Gregoriana, publicado el 9 de noviembre de 2009. En el ensayo, aprobado por la Congregación para la Doctrina de la Fe, Ghirlanda comenta que "la ordenación de los ministros procedentes del anglicanismo será absoluta, sobre la base de la bula Apostolicae curae de León XIII del 13 de septiembre de 1896". 